# Reyer Venezia Mestre Femminile 2023-2024
Questa voce raccoglie le informazioni riguardanti la Reyer Venezia Mestre Femminile nelle competizioni ufficiali della stagione 2023-2024.

## Stagione
La stagione 2023-2024 della Umana Venezia è stata la ventunesima che ha disputato in Serie A1 dalla rifondazione del 1998. La squadra ha partecipato all'EuroCup; raggiunta la semifinale, perde le due gare contro i London Lions (68-69 e 59-71) Il 21 maggio vince il terzo scudetto, battendo le detentrici del Famila Schio 3-0.

## Verdetti stagionali
Competizioni nazionali
- Serie A1: (34 partite)

stagione regolare: 1º posto su 14 squadre (21-3);
play-off: Vincitrice contro Oxygen Roma (2-0), Campobasso (2-0) e Schio (3-0).
- Coppa Italia: (2 partite)

finale persa contro Schio (68-81).
- Supercoppa italiana: (1 partita)

perso contro Bologna (65-74).
Competizioni europee
- EuroCoppa: (7 partite)

stagione regolare: 1º posto nel gruppo J;
semifinale persa contro London Lions (68-69 e 59-71).

## Organigramma societario
Dal sito internet della società.
 Staff dirigenziale 
- Presidente: Federico Casarin
- Direttore generale: Paolo Roberto De Zotti
- Dirigenti: Eugenio Dalmasson, Stefano Vianello, Antonella Bon

 Staff tecnico
- Allenatore: Andrea Mazzon
- Assistenti: Michele Dall'Ora, Francesca Di Chiara
- Team Manager: Roberta Meneghel
- Preparatori atletici: Davide Rocco, Alvaro Grespan
- Fisioterapisti: Riccardo Cardani, Martina Vianello
- Medico sociale: Davide Turchetto
- Responsabile area di psicologia sportiva: Federica Tognalini

## Roster
Aggiornato al 25 settembre 2024
| Umana Reyer Venezia 2023-24 | Umana Reyer Venezia 2023-24 |
| Giocatori                   | Staff tecnico               |
| --------------------------- | --------------------------- |

| N. | Naz.                                            | Ruolo | Nome              | Anno | Alt.   | Peso |  |
| -- | ----------------------------------------------- | ----- | ----------------- | ---- | ------ | ---- |  |
| 0  | Italia (bandiera)                               | G     | Caterina Logoh    | 2003 | 180 cm |      |  |
| 1  | Francia (bandiera)                              | PG    | Lisa Berkani      | 1997 | 175 cm |      |  |
| 5  | Italia (bandiera)                               | PG    | Gaia Gorini       | 1992 | 182 cm |      |  |
| 6  | Italia (bandiera)                               | P     | Matilde Villa     | 2004 | 172 cm |      |  |
| 7  | Italia (bandiera)                               | AG    | Giuditta Nicolodi | 1995 | 185 cm |      |  |
| 9  | Italia (bandiera)                               | G     | Francesca Pan (C) | 1997 | 185 cm |      |  |
| 10 | Lettonia (bandiera) · Italia (bandiera)         | C     | Laura Meldere     | 2001 | 190 cm |      |  |
| 11 | Polonia (bandiera)                              | A     | Anna Makurat      | 2000 | 183 cm |      |  |
| 12 | Stati Uniti (bandiera)                          | G     | Alexa Held        | 1999 | 178 cm |      |  |
| 13 | Italia (bandiera)                               | C     | Lorela Cubaj      | 1999 | 192 cm |      |  |
| 19 | Italia (bandiera)                               | A     | Martina Fassina   | 1999 | 183 cm |      |  |
| 22 | Italia (bandiera)                               | P     | Mariella Santucci | 1997 | 170 cm |      |  |
| 30 | Italia (bandiera)                               | C     | Emma D'Este       | 2007 | 192 cm |      |  |
| 32 | Stati Uniti (bandiera)                          | C     | Jessica Shepard   | 1996 | 195 cm |      |  |
| 34 | Finlandia (bandiera) · Sudan del Sud (bandiera) | AG    | Awak Kuier        | 2001 | 194 cm |      |  |
| 40 | Italia (bandiera)                               | A     | Anita Franchini   | 2006 | 184 cm |      |  |
| 50 | Lettonia (bandiera)                             | C     | Darta Ivane       | 2006 | 194 cm |      |  |

| Allenatore                                                                                           |
| - Andrea Mazzon                                                                                      |
| Assistente/i                                                                                         |
| - Michele Dall'Ora - Francesca Di Chiara Legenda - (C) Capitano - (IN) Inattivo - Infortunato Roster |

## Risultati

### Serie A1

#### Stagione regolare

##### Girone d'andata
| Arbitri: | Pasquale Pecorella (Trani) Andrea Coraggio (Sora) Maria Giulia Forni (Cervia) |

|                          |            |               |
| Johnson 13               | Punti      | 18 Berkani    |
| Ferrari Calabro 3 Seka 3 | Assist     | 5 Cubaj       |
| Seka 4                   | Rimbalzi   | 8 Cubaj       |
| Francesco Dragonetto     | Allenatori | Andrea Mazzon |

| Arbitri: | Marco Vita (Ancona) Michele Centonza (Grottammare) Edoardo Ugolini (Forlì) |

|               |            |                       |
| Fassina 22    | Punti      | 14 Guirantes          |
| Cubaj 8       | Assist     | 6 Verona              |
| Cubaj 7       | Rimbalzi   | 6 Keys                |
| Andrea Mazzon | Allenatori | Georgios Dikaioulakos |

| Arbitri: | Alberto Perocco (Ponzano Veneto) Chiara Corrias (Cordovado) Federica Servillo (Roma) |

|                  |            |               |
| Garrick 15       | Punti      | 22 Makurat    |
| Landi 4          | Assist     | 8 Berkani     |
| Boothe 8         | Rimbalzi   | 7 Nicolodi    |
| Salvatore Cesaro | Allenatori | Andrea Mazzon |

| Arbitri: | Valerio Salustri (Roma) Vladislav Voronin (Perugia) Chiara Bettini (Faenza) |

|                   |            |                   |
| Matilde Villa 15  | Punti      | 15 Diallo Dieng   |
| Berkani 5 Villa 5 | Assist     | 5 Diallo Dieng    |
| Meldere 6 Kuier 6 | Rimbalzi   | 7 Yurkevichus     |
| Andrea Mazzon     | Allenatori | Ugo Franz Pinotti |

| Arbitri: | Mauro Moretti (Marsciano) Alex D'Amato (Tivoli) Luca Attard (Priolo Gargallo) |

|                         |            |               |
| Dixon 18                | Punti      | 15 Villa      |
| Peresson 4 Cvijanović 4 | Assist     | 4 Berkani     |
| Dixon 12                | Rimbalzi   | 10 Cubaj      |
| Paolo Seletti           | Allenatori | Andrea Mazzon |

| Arbitri: | Marco Barbiero (Milano) Claudio Berlangieri (Trezzano sul Naviglio) Alexa Castellaneta (Bolzano) |

|               |            |                   |
| Shepard 17    | Punti      | 13 Toffolo        |
| Makurat 6     | Assist     | 3 Crudo, Togliani |
| Shepard 8     | Rimbalzi   | 7 Hollingshed     |
| Andrea Mazzon | Allenatori | Antonello Restivo |

| Arbitri: | Michele Centonza (Grottammare) Matteo Roiaz (Muggia) Claudia Ferrara (Ferrara) |

|               |            |                    |
| Kuier 13      | Punti      | 16 Dedić           |
| Makurat 5     | Assist     | 4 Trimboli         |
| Kuier 9       | Rimbalzi   | 14 Kunaiyi-Akpanah |
| Andrea Mazzon | Allenatori | Domenico Sabatelli |

| Arbitri: | Francesco Cassina (Desio) Marco Marzulli (Pisa) Francesco Praticò (Reggio Calabria) |

|                |            |                |
| Conti 17       | Punti      | 18 Villa       |
| Gwathmey 3     | Assist     | 3 Cubaj, Kuier |
| Moore 6        | Rimbalzi   | 8 Cubaj        |
| Cinzia Zanotti | Allenatori | Andrea Mazzon  |

| Arbitri: | Roberto Radaelli (Porto Empedocle) Gian Lorenzo Miniati (Firenze) Marco Attard (Firenze) |

|                |            |                  |
| Peters 21      | Punti      | 22 Kuier         |
| Zandalasini 8  | Assist     | 3 Villa, Makurat |
| Zandalasini 8  | Rimbalzi   | 10 Shepard       |
| Pierre Vincent | Allenatori | Andrea Mazzon    |

| Arbitri: | Salvatore Nuara (Treviso) Sebastiano Tarascio (Priolo Gargallo) Chiara Corrias (Cordovado) |

|               |            |              |
| Shepard 17    | Punti      | 15 Spreafico |
| Fassina 6     | Assist     | 4 Juškaitė   |
| Shepard 11    | Rimbalzi   | 11 Chidom    |
| Andrea Mazzon | Allenatori | Lino Lardo   |

| Arbitri: | Daniele Yang Yao (Vigasio) Jacopo Pazzaglia (Pesaro) Maria Giulia Forni (Cervia) |

|                    |            |               |
| Šventoraitė 17     | Punti      | 21 Shepard    |
| Romeo 5            | Assist     | 7 Villa       |
| Dongue 7           | Rimbalzi   | 9 Cubaj       |
| Vincenzo Di Meglio | Allenatori | Andrea Mazzon |

| Arbitri: | Enrico Bartoli (Trieste) Alberto Morassutti (Gradisca d'Isonzo) Chiara Bettini (Faenza) |

|                      |            |               |
| Turčinović 21        | Punti      | 14 Pan        |
| D'Alie, Turčinović 4 | Assist     | 4 Berkani     |
| Kostowicz 7          | Rimbalzi   | 11 Cubaj      |
| Giuseppe Piazza      | Allenatori | Andrea Mazzon |

##### Girone di ritorno
| Arbitri: | Stefano De Biase (Udine) Claudia Ferrara (Ferrara) Emanuela Tommasi (Veroli) |

|                      |            |                   |
| Johnson 20           | Punti      | 17 Shepard, Kuier |
| Seka 4               | Assist     | 3 Gorini, Makurat |
| Yurkevichus 12       | Rimbalzi   | 7 Kuier           |
| Francesco Dragonetto | Allenatori | Andrea Mazzon     |

| Arbitri: | Stefano Wassermann (Trieste) Jacopo Pazzaglia (Pesaro) Valeria Lanciotti (Porto San Giorgio) |

|                       |            |               |
| Juhász 14             | Punti      | 16 Berkani    |
| Guirantes 8           | Assist     | 4 Kuier       |
| Juhász 12             | Rimbalzi   | 12 Shepard    |
| Georgios Dikaioulakos | Allenatori | Andrea Mazzon |

| Arbitri: | Andrea Agostino Chersicla (Oggiono) Chiara Bettini (Faenza) Irene Frosolini (Grosseto) |

|               |            |                  |
| Shepard 22    | Punti      | 15 Garrick       |
| Cubaj 5       | Assist     | 5 Zanardi        |
| Shepard 15    | Rimbalzi   | 11 Boothe        |
| Andrea Mazzon | Allenatori | Salvatore Cesaro |

| Arbitri: | Fabio Ferretti (Nereto) Marco Marzulli (Pisa) Maria Giulia Forni (Cervia) |

|                   |            |                  |
| Toffali 19        | Punti      | 17 Pan           |
| Penz 4            | Assist     | 3 Villa, Makurat |
| Tulonen 8         | Rimbalzi   | 8 Kuier          |
| Ugo Franz Pinotti | Allenatori | Andrea Mazzon    |

| Arbitri: | Alessandro Costa (Livorno) Daniele Yang Yao (Vigasio) Massimiliano Spessot (Gradisca d'Isonzo) |

|                  |            |                         |
| Berkani 18       | Punti      | 24 Tagliamento          |
| Berkani, Villa 5 | Assist     | 5 Tagliamento, Peresson |
| Shepard 12       | Rimbalzi   | 5 Dixon, Broßmann       |
| Andrea Mazzon    | Allenatori | Paolo Seletti           |

| Arbitri: | Stefano Ursi (Livorno) Luca Attard (Priolo Gargallo) Christian Mottola (Taranto) |

|                   |            |               |
| Hollingshed       | Punti      | 16 Shepard    |
| Hollingshed 3     | Assist     | 4 Villa       |
| Hollingshed 7     | Rimbalzi   | 13 Shepard    |
| Antonello Restivo | Allenatori | Andrea Mazzon |

| Arbitri: | Jacopo Pazzaglia (Pesaro) Francesco Praticò (Reggio Calabria) Chiara Corrias (Cordovado) |

|               |            |                 |
| Shepard 21    | Punti      | 11 Conte        |
| Fassina 6     | Assist     | 6 D'Alie        |
| Shepard 15    | Rimbalzi   | 9 Soule         |
| Andrea Mazzon | Allenatori | Giuseppe Piazza |

| Arbitri: | Angelo Caforio (Brindisi) Marco Barbiero (Milano) Maria Giulia Forni (Cervia) |

|                    |            |                   |
| Quiñonez 13        | Punti      | 15 Kuier          |
| Trimboli 5         | Assist     | 3 Kuier, Pan      |
| Kunaiyi-Akpanah 15 | Rimbalzi   | 13 Kuier, Shepard |
| Domenico Sabatelli | Allenatori | Andrea Mazzon     |

| Arbitri: | Salvatore Nuara (Treviso) Stefano De Biase (Udine) Daniele Yang Yao (Vigasio) |

|               |            |                 |
| Kuier 18      | Punti      | 16 Moore        |
| Villa 6       | Assist     | 7 Trucco        |
| Shepard 9     | Rimbalzi   | 9 Trucco, Moore |
| Andrea Mazzon | Allenatori | Cinzia Zanotti  |

| Arbitri: | Duccio Maschio (Firenze) Moreno Alberigogna (Trieste) Pasquale Pecorella (Trani) |

|                 |            |                |
| Berkani 16      | Punti      | 15 Rupert      |
| Held, Shepard 4 | Assist     | 6 Zandalasini  |
| Kuier 9         | Rimbalzi   | 10 Rupert      |
| Andrea Mazzon   | Allenatori | Pierre Vincent |

| Arbitri: | Alessandro Costa (Livorno) Marco Attard (Firenze) Valeria Lanciotti (Porto San Giorgio) |

|                  |            |               |
| Juškaitė 15      | Punti      | 21 Kuier      |
| Thomas 4         | Assist     | 8 Fassina     |
| Thomas, Chidom 5 | Rimbalzi   | 15 Shepard    |
| Lino Lardo       | Allenatori | Andrea Mazzon |

| Arbitri: | Paolo Puccini (Genova) Umberto Tallon (Bologna) Antonio Giunta (Ragusa) |

|                   |            |                    |
| Shepard 25        | Punti      | 19 Kalu            |
| Fassina, Villa 6  | Assist     | 5 Cupido           |
| Shepard, Kuier 12 | Rimbalzi   | 9 Dongue           |
| Andrea Mazzon     | Allenatori | Vincenzo Di Meglio |

#### Play-off

##### Quarti di finale
| Arbitri: | Gian Lorenzo Miniati (Firenze) Moreno Almerigogna (Trieste) Irene Frosolini (Grosseto) |

|               |            |                       |
| Kuier 18      | Punti      | 18 Kalu               |
| Fassina 5     | Assist     | 4 Kalu                |
| Shepard 16    | Rimbalzi   | 6 Šventoraitė, Dongue |
| Andrea Mazzon | Allenatori | Vincenzo Di Meglio    |

| Arbitri: | Roberto Radaelli (Porto Empedocle) Stefano Ursi (Livorno) Andrea Agostino Chersicla (Oggiono) |

|                    |            |               |
| Dongue 25          | Punti      | 21 Kuier      |
| Cupido 5           | Assist     | 6 Fassina     |
| Šventoraitė 9      | Rimbalzi   | 14 Shepard    |
| Vincenzo Di Meglio | Allenatori | Andrea Mazzon |

##### Semifinali
| Arbitri: | Stefano De Biase (Udine) Salvatore Nuara (Treviso) Valeria Lanciotti (Porto San Giorgio) |

|               |            |                                       |
| Kuier 22      | Punti      | 15 Kunaiyi-Akpanah                    |
| Berkani 6     | Assist     | 4 Kunaiyi-Akpanah, Trimboli, Quiñonez |
| Shepard 17    | Rimbalzi   | 6 Kunaiyi-Akpanah                     |
| Andrea Mazzon | Allenatori | Domenico Sabatelli                    |

| Arbitri: | Alessio Dionisi (Fabriano) Mauro Moretti (Marsciano) Nicolò Bertuccioli (Pesaro) |

|                    |            |               |
| Kunaiyi-Akpanah 17 | Punti      | 19 Kuier      |
| Morrison 4         | Assist     | 3 Fassina     |
| Kunaiyi-Akpanah 9  | Rimbalzi   | 14 Shepard    |
| Domenico Sabatelli | Allenatori | Andrea Mazzon |

##### Finale
| Arbitri: | Enrico Bartoli (Trieste) Giulio Giovannetti (Rivoli) Francesco Cassina (Desio) |

|                           |            |                       |
| Berkani, Kuier e Villa 15 | Punti      | 12 Parks e Verona     |
| Villa 5                   | Assist     | 4 Verona              |
| Shepard 23                | Rimbalzi   | 6 Keys                |
| Andrea Mazzon             | Allenatori | Georgios Dikaioulakos |

| Arbitri: | Marco Barbiero (Milano) Jacopo Pazzaglia (Pesaro) Alberto Perocco (Ponzano Veneto) |

|                    |            |                       |
| Berkani 20         | Punti      | 12 Juhász e Sottana   |
| Berkani, Shepard 4 | Assist     | 6 Juhász              |
| Kuier 12           | Rimbalzi   | 15 Juhász             |
| Andrea Mazzon      | Allenatori | Georgios Dikaioulakos |

| Arbitri: | Gian Lorenzo Miniati (Firenze) Alessandro Costa (Livorno) Marco Attard (Firenze) |

|                       |            |               |
| Juhász e Guirantes 14 | Punti      | 24 Kuier      |
| Sottana 6             | Assist     | 6 Berkani     |
| Juhász 8              | Rimbalzi   | 8 Shepard     |
| Georgios Dikaioulakos | Allenatori | Andrea Mazzon |

### EuroCup Women

#### Regular Season
| Arbitri: | Patrick Müller Goran Grbić Laure Coanus |

|               |            |               |
| Berkani 21    | Punti      | 15 Ujević     |
| Berkani 7     | Assist     | 3 Miloglav    |
| D'Este 8      | Rimbalzi   | 6 Todorić     |
| Andrea Mazzon | Allenatori | Cvetana Matić |

| Arbitri: | Diana Lapanović Eduard Uhrin Maid Lasetovic |

|             |            |                     |
| Wallace 14  | Punti      | 18 Villa            |
| Tadić 6     | Assist     | 3 Berkani 3 Makurat |
| Williams 8  | Rimbalzi   | 7 Cubaj             |
| Jovan Gorec | Allenatori | Andrea Mazzon       |

| Arbitri: | Jelena Smiljanić Zoran Mitrovski Ivan Mijalkovski |

|                  |            |               |
| Williams 20      | Punti      | 14 Villa      |
| Poyraz 4 Şahin 4 | Assist     | 3 Pan 3 Cubaj |
| Poyraz 12        | Rimbalzi   | 16 Cubaj      |
| Levent Günenme   | Allenatori | Andrea Mazzon |

| Arbitri: | Ivana Radinovic Hasan Bajgoric Stefan Kuburovic |

|                   |            |               |
| Ujević 14         | Punti      | 40 Shepard    |
| Todorić 5         | Assist     | 8 Fassina     |
| Čičić 3 Todorić 3 | Rimbalzi   | 10 Shepard    |
| Cvetana Matić     | Allenatori | Andrea Mazzon |

| Arbitri: | Paulina Gajdosz Jelena Tomic Ivana Ivanovic |

|               |            |             |
| Shepard 17    | Punti      | 12 Weninger |
| Villa 8       | Assist     | 7 Tadić     |
| Shepard 11    | Rimbalzi   | 7 Williams  |
| Andrea Mazzon | Allenatori | Jovan Gorec |

| Arbitri: | Amal Dahra Nikolaos Tziopanos Ewa Matuszewska |

|                    |            |             |
| Shepard 37         | Punti      | 23 Williams |
| Berkani, Makurat 7 | Assist     | 4 Çelik     |
| Shepard 13         | Rimbalzi   | 9 Williams  |
| Andrea Mazzon      | Allenatori | Fatih Sopa  |

#### Play-off

##### Round 1
| Arbitri: | Petr Hrusa Nace Mohorič Martina Mekelova |

|                 |            |               |
| Hoppie 22       | Punti      | 23 Berkani    |
| Ranisavljevic 5 | Assist     | 5 Shepard     |
| Fogg 10         | Rimbalzi   | 8 Shepard     |
| Romain Gaspoz   | Allenatori | Andrea Mazzon |

| Arbitri: | Alfred Jovovic Goran Grbić Domen Krajnc |

|                   |            |               |
| Shepard 18        | Punti      | 16 Uro-Nilje  |
| Cubaj 6           | Assist     | 5 Hoppie      |
| Cubaj, Shepard 14 | Rimbalzi   | 8 Fogg        |
| Andrea Mazzon     | Allenatori | Romain Gaspoz |

##### Ottavi di Finale
| Arbitri: | Özlem Yalman Tijmen Last Yasmina Alcaraz |

|                 |            |               |
| Wrzesiński 17   | Punti      | 17 Shepard    |
| Wrzesiński 6    | Assist     | 4 Shepard     |
| Miškinienė 11   | Rimbalzi   | 6 Makurat     |
| Philip Mestdagh | Allenatori | Andrea Mazzon |

| Arbitri: | Nemanja Ninkovic Bojan Jovanić Nace Mohorič |

|               |            |                 |
| Shepard 18    | Punti      | 15 Cowling      |
| Shepard 5     | Assist     | 4 Wrzesiński    |
| Kuier 8       | Rimbalzi   | 9 Cowling       |
| Andrea Mazzon | Allenatori | Philip Mestdagh |

##### Quarti di Finale
| Arbitri: | Vladimir Jevtovic Peter Zenis Alexandre Maret |

|                |            |                     |
| Pulvere 22     | Punti      | 16 Berkani, Shepard |
| Lamber 7       | Assist     | 5 Makurat           |
| Lamber 7       | Rimbalzi   | 14 Shepard          |
| Mārtiņš Gulbis | Allenatori | Andrea Mazzon       |

| Arbitri: | Joaquín García González Alexandra Ioana Stan Hrvoje Ćavar |

|               |            |                |
| Fassina 19    | Punti      | 16 Lambert     |
| Makurat 6     | Assist     | 5 Lambert      |
| Shepard 17    | Rimbalzi   | 8 Otto         |
| Andrea Mazzon | Allenatori | Mārtiņš Gulbis |

##### Semifinali
| Arbitri: | Ciprian Stoica Jan Baloun Elvis Binders-Coders |

|               |            |                    |
| Villa 14      | Punti      | 24 Fagbenle        |
| Villa 4       | Assist     | 8 Winterburn       |
| Shepard 7     | Rimbalzi   | 12 Gustafson       |
| Andrea Mazzon | Allenatori | Stylianī Kaltsidou |

| Arbitri: | Viola Györgyi Stylianos Simeonidis Franko Gracin |

|                    |            |               |
| Gustafson 19       | Punti      | 21 Shepard    |
| Winterburn 5       | Assist     | 5 Berkani     |
| 9 Fagbenle         | Rimbalzi   | 13 Shepard    |
| Stylianī Kaltsidou | Allenatori | Andrea Mazzon |

### Coppa Italia
| Mestre 7 gennaio 2024, ore 16:30 CET Quarti di Finale | Umana Reyer Venezia | 75 – 44 (22-14; 41-28; 64-33) | RMB Brixia Basket | Palasport Taliercio |
| \| \| \| \| \| Shepard 16 \| Punti \| 12 Garrick \|   |                     |                               |                   |                     |
|                                                       |                     |                               |                   |                     |
| Shepard 16                                            | Punti               | 12 Garrick                    |                   |                     |

| Torino 16 febbraio 2024, ore 17:00 CET Semifinale                                                                                 | Umana Reyer Venezia | 56 – 52 (20-4, 30-25, 40-45) referto | Allianz Sesto San Giovanni | Inalpi Arena |
| \| \| \| \| \| Shepard 12 \| Punti \| 14 Gwathmey \| \| Villa 2 \| Assist \| 4 Conti \| \| Shepard 15 \| Rimbalzi \| 11 Trucco \| |                     |                                      |                            |              |
| |                     |                                      |                            |              |
| Shepard 12 | Punti               | 14 Gwathmey                          |                            |              |
| Villa 2 | Assist              | 4 Conti                              |                            |              |
| Shepard 15 | Rimbalzi            | 11 Trucco                            |                            |              |

| Torino 18 febbraio 2024, ore 14:30 CEST Finale                                                                                              | Umana Reyer Venezia | 68 – 81 (20-17, 38-46, 59-68) referto | Famila Wüber Schio | Inalpi Arena |
| \| \| \| \| \| Kuier 16 \| Punti \| 25 Parks \| \| Kuier, Shepard, Fassina 2 \| Assist \| 6 Verona \| \| Kuier 9 \| Rimbalzi \| 9 Juhász \| |                     |                                       |                    |              |
| |                     |                                       |                    |              |
| Kuier 16 | Punti               | 25 Parks                              |                    |              |
| Kuier, Shepard, Fassina 2 | Assist              | 6 Verona                              |                    |              |
| Kuier 9 | Rimbalzi            | 9 Juhász                              |                    |              |

### Supercoppa Italiana
| Pordenone 22 settembre 2023, ore 19:45 CEST Semifinale            | Umana Reyer Venezia | 65 – 74 (26-17, 35-42; 49-59) referto | Virtus Segafredo Bologna | PalaCrisafulli (500 spett.) |
| Makurat 14 Punti 20 Andrè Andrea Mazzon Allenatori Pierre Vincent |                     |                                       |                          |                             |
|                                                                   |                     |                                       |                          |                             |
| Makurat 14                                                        | Punti               | 20 Andrè                              |                          |                             |
| Andrea Mazzon                                                     | Allenatori          | Pierre Vincent                        |                          |                             |

## Statistiche

### Statistiche di squadra
| Competizione        | G  | V  | P | Pt    | 2PT         | 3PT       | TL      | Rimbalzi | Rimbalzi | Rimbalzi | Stop | Palle | Palle | Ass |
| Competizione        | G  | V  | P | Pt    | 2PT         | 3PT       | TL      | Off      | Dif      | Tot      | Stop | Perse | Rec.  | Ass |
| ------------------- | -- | -- | - | ----- | ----------- | --------- | ------- | -------- | -------- | -------- | ---- | ----- | ----- | --- |
| Serie A1            | 24 | 21 | 3 | 1783  | 487/962     | 178/528   | 275/363 | 233      | 699      | 932      | 60   | 291   | 203   | 429 |
| Playoff             | 7  | 7  | 0 | 566   | 135/277     | 72/172    | 80/118  | 91       | 202      | 293      | 13   | 87    | 52    | 131 |
| EuroCup Women       | 14 | 12 | 2 | 1139  | 345/626     | 100/289   | 149/194 | 159      | 398      | 557      | 56   | 190   | 131   | 292 |
| Supercoppa italiana | 1  | 0  | 1 | 65    | 15/31       | 8/29      | 11/14   | 9        | 22       | 31       | 2    | 15    | 6     | 9   |
| Coppa Italia        | 3  | 2  | 1 | 199   | 52/111      | 18/60     | 41/54   | 27       | 88       | 115      | 7    | 39    | 18    | 38  |
| Totale              | 49 | 42 | 7 | 3.752 | 1.034/2.007 | 376/1.138 | 556/743 | 519      | 1.409    | 1.928    | 138  | 622   | 410   | 899 |

### Andamento in campionato
| Giornata  | 1 | 2 | 3 | 4 | 5 | 6 | 7 | 8 | 9 | 10 | 11 | 12 | 13 | 14 | 15 | 16 | 17 | 18 | 19 | 20 | 21 | 22 | 23 | 24 | 25 | 26 |
| --------- | - | - | - | - | - | - | - | - | - | -- | -- | -- | -- | -- | -- | -- | -- | -- | -- | -- | -- | -- | -- | -- | -- | -- |
| Luogo     | T | C | T | C | T | C | T | C | T | T  | C  | -  | T  | T  | T  | C  | T  | C  | T  | C  | T  | C  | C  | T  | -  | C  |
| Risultato | V | V | V | V | V | V | V | V | V | V  | V  | -  | V  | V  | P  | V  | V  | V  | V  | V  | P  | V  | P  | V  | -  | V  |
| Posizione | 1 | 1 | 1 | 1 | 1 | 1 | 1 | 1 | 1 | 1  | 1  | 1  | 1  | 1  | 1  | 1  | 1  | 1  | 1  | 1  | 1  | 1  | 1  | 1  | 1  | 1  |

Fonte:  legabasketfemminile.it,  https://www.legabasketfemminile.it/Default.aspx. URL consultato il 25 settembre 2024.
Legenda:

Luogo: C = Casa; T = Trasferta. Risultato: V = Vittoria; P = Sconfitta.
- = Turno di riposo.